# Лео Моура
Лео Моура (порт. Léo Moura, нар. 23 жовтня 1978, Нітерой) — бразильський футболіст, захисник клубу «Греміо».
Двічі поспіль визнавався як найкращий правий захисник в бразильському чемпіонаті (2007—2008), а також став однією із легенд «Фламенго», в якому виступав протягом 10 років, а також грав за інші топ-клуби Бразилії, такі як «Ботафогу», «Палмейрас», «Сан-Паулу», «Васко да Гама», «Флуміненсе» та «Греміо». Також провів один матч за національну збірну Бразилії.

## Клубна кар'єра

### Ранні роки
Народився 23 жовтня 1978 року в місті Нітерой. Вихованець футбольної школи клубу «Ботафогу», де виступав як правий фланговий півзахисник. В дитинстві він не підійшов школі «Фламенго», ідолом торсиди якого він стане згодом. Дебютував за професійну команду «Ботафого» в 1997 році і виступав там до 1999 року, після чого недовго грав за «Ліньярес».
Влітку 1999 року вирушив до Європи, де провів сезон у бельгійському «Жерміналь-Беєрсхоті», після чого переїхав до нідерландського другого дивізіону, Еерстедивізі, у «АДО Ден Гаг», де за сезон відзначився 12 забитими м'ячами.
Влітку 2001 року «Ботафого» вирішив повернути свого вихованця, проте незабаром гравець зазнав травми. Після повернення в стрій Моура був переведений у захист, також на своєму правому фланзі. Лео Моура розглядався як одна з зірок свого клубу, але він відмовився продовжувати контракт і на початку 2002 року перейшов у «Васко да Гаму». Він чудово взаємодіяв зі зв'язкою форвардів Ромаріо — Еуллер, але в середині року знову несподівано покинув команду, на цей раз перейшовши в «Палмейрас». Пізніше Моура визнав, що цей крок був помилкою, оскільки клуб з Сан-Паулу перебував тоді в кризі і вилетів за підсумками року в Серію B.

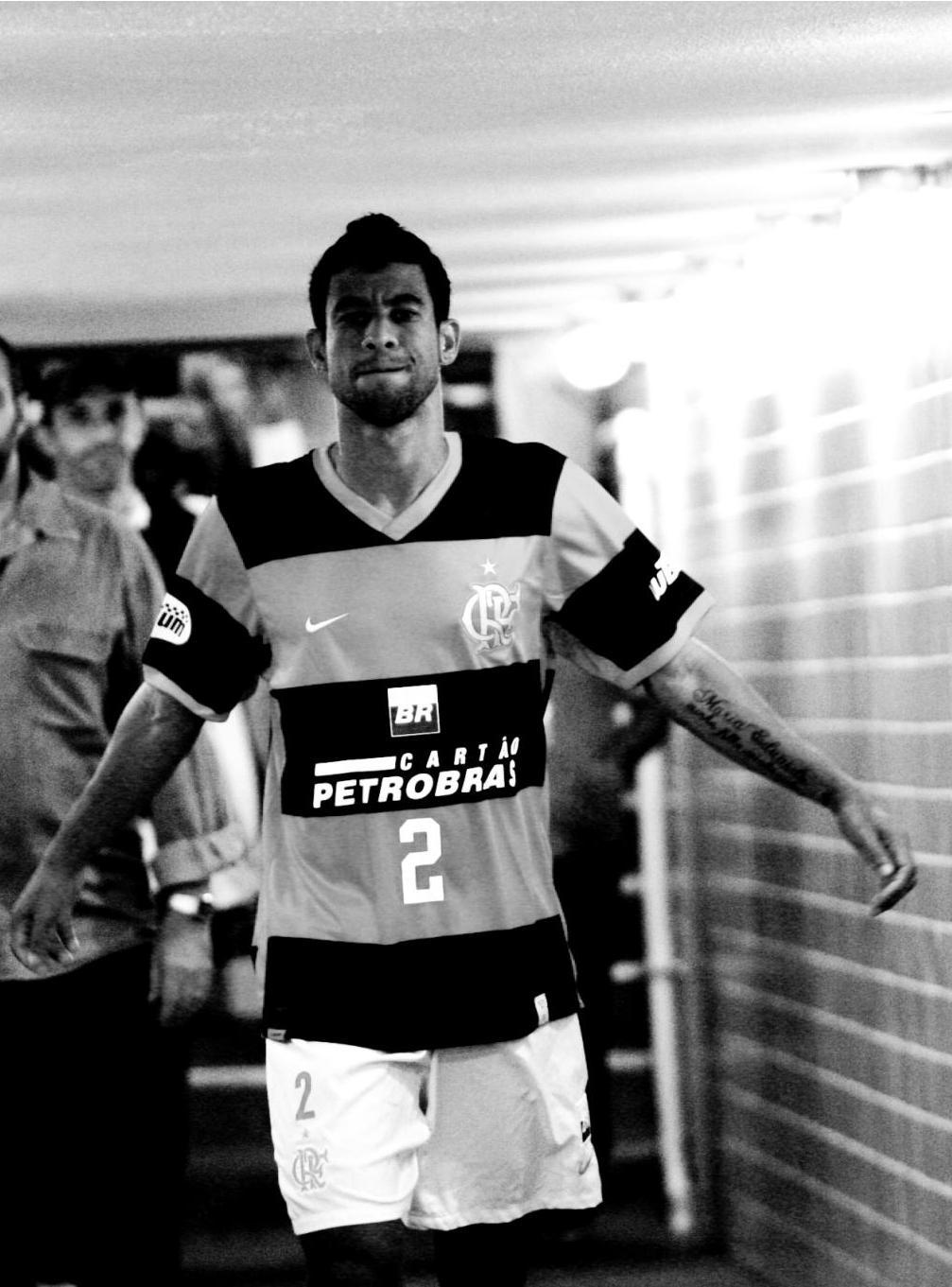
Лео Моура під час виступів за «Фламенго». 2008 рік.

У 2003 році виступав за «Сан-Паулу», однак у цілому період виступи за обидві команди Паулісти в уродженця Каріоки був невдалим. У 2004 році він став незаперечним лідером «Флуміненсе» з Ріо. У цьому клубі він возз'єднався з Ромаріо і став улюбленцем уболівальників.

### «Фламенго»
У першій половині 2005 року Моура виступав у Португалії за «Брагу», але в команді надовго не затримався і підписав контракт з «Фламенго». Саме у червоно-чорному клубі до Лео Моури прийшли великі перемоги на клубному рівні. У 2006 році він завоював Кубок Бразилії. У 2007 році виграв Лігу Каріока, почавши зі своїм клубом серію з трьох перемог поспіль в чемпіонатах штату (вона тривала до 2010 року, коли виграв титул «Ботафого»). За підсумками 2007 та 2008 років Лео Моура визнавався найкращим правим захисником чемпіонату Бразилії.
На початку 2008 року він відкинув пропозиції від ряду бразильських і зарубіжних клубів, продовживши контракт з «Фламенго». Тоді ж вперше отримав виклик в збірну Бразилії. У 2009 році допоміг «Фламенго» завоювати свій шостий в історії титул чемпіонів Бразилії, перервавши трирічну гегемонію «Сан-Паулу». В подальшому Лео з командою ще виграв Кубкок Бразилії (2013) та два чемпіонства штату Ріо-де-Жанейро (2011 і 2014). 22 лютого 2014 року Моура увійшов в топ-10 гравців, які провели найбільше матчів за клуб, досягнувши результату в 468 ігор (10-е місце), обійшовши колишнього півзахисника клубу Зіньйо. 4 жовтня 2014 року зіграв 500 матч за клуб у зустрічі проти «Сантоса» на Маракані.
23 лютого 2015 року Моура оголосив про свій від'їзд у американський «Форт-Лодердейл Страйкерс», таким чином закінчивши тривалу епоху перебуванню у клубі. Не рахуючи воротарів, лише три гравці були у своїх командах довше, ніж Лео Мура. Крім того, він залишав «Фламенго» сьомим гравцем, який найбільше провів матчів за клуб (519 матчів і 47 голів в усіх турнірах). За цей час він з командою виграв дев'ять титулів, а у команді змінилось вісім президентів і 15 тренерів (не рахуючи проміжних і повторів тренерів). Його останній офіційний матч за клуб відбувся 1 березня 2015 року, в сьомому турі Ліги Каріока, проти «Ботафого» (0:1) на Маракані у присутності 49,833 фанатів (гра відбулася на 450-річчя Ріо-де-Жанейро). Через кілька днів, 4 березня, він попрощався з шанувальниками у товариському матчі на Маракані проти уругвайського «Насьйоналя» (2:0) за більш 30 620 глядачів. Перед грою Лео був удостоєний меморіальною дошкою, представленою Зіку.

### Подальша кар'єра
Перейшовши в «Форт-Лодердейл Страйкерс», бразилець дебютував 4 квітня, в матчі проти «Нью-Йорк Космоса» (0:1), але в команді надовго не затримався і в липні покинув клуб, зігравши лише 9 матчів в NASL. Після цього Моура виявив бажання повернутись у Бразилію, однак стаття 5 Регламенту FIFA про перехід гравців перешкоджала здійсненню цієї угоди, оскільки Лео вже грав у двох різних командах за один сезон. Гравець міг лише повернутись у «Фламенго» або виступати в закордонній лізі з іншим графіком, відмінним від бразильського. Таким чином Моура перейшов у індійське «Гоа», яке очолював співвітчизник Зіку, оскільки індійський сезон відрізнявся від тих, що існували в Бразилії та Сполучених Штатах. Сезон індійської Суперліги тривав з 3 жовтня по 6 грудня і Ле Моура допоміг клубу стати віце-чемпіоном Індії, після чого в кінці 2015 року отримав право перейти в будь-яку команду.

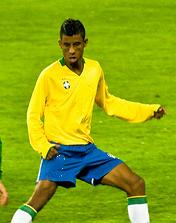
Лео Моура під час свого єдиного матчу за збірну Бразилії. 2008 рік.

2 лютого 2016 року Лео перейшов у «Метрополітано», але після трохи більше одного місяця і лише 6 ігор, Моура оголосив, що покидає клуб. В середині березня захисник став гравцем «Санта-Кружа», новачка Серії А. 1 травня 2016 року Лео з «Санта-Кружем» виграв Кубок Нордесте, хоча і зіграв лише 4 хвилини протягом всього турніру (він прибув до клубу після першого матчу півфіналу і вийшов на заміну у кінцівці першої фінальної гри). Таким чином, це став його перший професійний титул, здобутий поза «Фламенго». Незабаром після цього Моура з клубом виграв Лігу Пернамбукано. Після того як за підсумками сезону 2016 року «Санта-Круж» зайняв 19 місце і вилетів з Серії А, Лео Моура покинув клуб.
10 січня 2017 року захисник приєднався до складу клубу «Греміо», підписавши в контракт до грудня 2017 року і в тому ж сезоні у віці 39 років виграв з командою найпрестижніший континентальний трофей — Кубок Лібертадорес, отримавши право зіграти і на клубному чемпіонаті світу. Станом на 5 грудня 2017 відіграв за команду з Порту-Алегрі 16 матчів в національному чемпіонаті.

## Виступи за збірну
На початку 2008 року, у віці 29 років, Лео Моура був викликаний в перший і єдиний раз у збірну Бразилії на товариський матч з Ірландією у Дубліні. Моура був покликаний замінити Майкона, який напередодні отримав травму. Лео відіграв весь матч, і, відповідно до огляду після гри, зробленого GloboEsporte.com, Моура показав хорошу продуктивність.
Тим не менш в подальшому Лео Моура за збірну більше не грав, прграючи конкуренцію на позиції правого захисника Дані Алвешу та Майкону.
| Дата       | Місто  | Господарі | Результат | Гості    | Турнір           | Голи | Примітки |
| ---------- | ------ | --------- | --------- | -------- | ---------------- | ---- | -------- |
| 06-02-2008 | Дублін | Ірландія  | 0 – 1     | Бразилія | товариський матч | -    |          |
| Усього     |        | Матчів    | 1         |          | Голів            | 0    |          |

## Титули і досягнення
- Чемпіон штату Ріо-де-Жанейро (4):

«Фламенго»: 2007, 2008, 2009, 2011
- Чемпіон Бразилії (1):

«Фламенго»: 2009
- Володар Кубка Бразилії (2):

«Фламенго»: 2006, 2013
- Володар Кубка Лібертадорес (1):

«Греміо»: 2017
- Переможець Рекопи Південної Америки (1):

«Греміо»: 2018